# Coregonus clupeoides
Coregonus clupeoides är en fiskart som beskrevs av Lacepède, 1803. Coregonus clupeoides ingår i släktet Coregonus och familjen laxfiskar. IUCN kategoriserar arten globalt som sårbar. Inga underarter finns listade i Catalogue of Life.